# Enoplolaimus regius
Enoplolaimus regius is een rondwormensoort uit de familie van de Thoracostomopsidae. De wetenschappelijke naam van de soort is voor het eerst geldig gepubliceerd in 1962 door Hopper.